# Austrieb (Drucktechnik)
Austrieb ist ein Begriff aus der Drucktechnik.

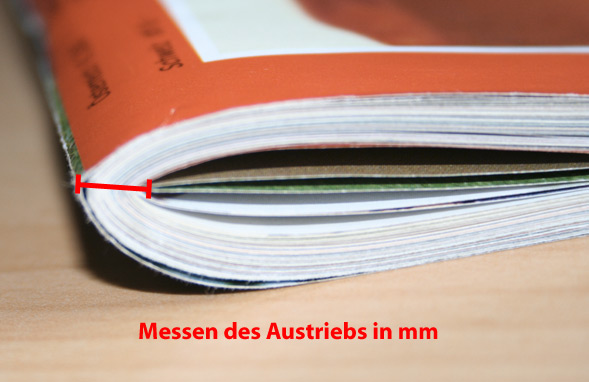
Austrieb

Faltet man eine größere Anzahl von gleich langen und gleich breiten Papierbögen in der Mitte, so stellt man fest, dass die innersten Seiten auf der nun offenen Seite etwas über das Format der äußersten Seite (Umschlag) hinausragen. Ist auf die gefalteten Papierbögen ein Layout gedruckt (Zeitschrift, Magazin etc.), würde sich der Satzspiegel von Bogen zu Bogen zur Mitte hin immer weiter nach außen verschieben. Um dies zu vermeiden, wird in der Druckvorstufe der so genannte Austrieb berechnet. Die Seiten werden durch eine Ausschießsoftware automatisch immer ein Stück weiter versetzt, bis sie im gehefteten Endprodukt im geschlossenen Zustand exakt übereinander liegen (registerhaltig sind).
Um die Stärke des Austriebs zu berechnen, faltet man einen Dummy des gewünschten Produkts (wichtig: exakte Seitenzahl und zu verwendendes Papier) und misst nun an der Ober- oder Unterkante den Abstand zwischen Umschlag und innerstem Bogen (siehe Bild).